# Amy Gutmann

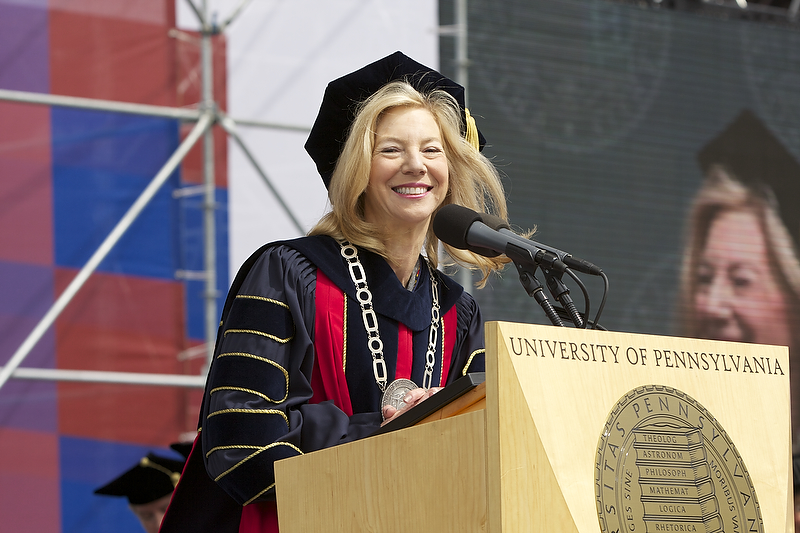
Amy Gutmann år 2009.

Amy Gutmann, född 19 november 1949 i Brooklyn, New York, är en amerikansk statsvetare och demokratiteoretiker och sedan 2004 president för University of Pennsylvania. Gutmann är demokratiteoretiker och förespråkare av deliberativ demokrati. Hon är sedan februari 2022 USA:s ambassadör i Tyskland.

## Utbildning och akademisk karriär
Amy Gutmann har B.A från Radcliffe College 1971 och en masterexamen i statsvetenskap från London School of Economics från 1972 samt en filosofie doktorsexamen i statsvetenskap från Harvard University 1976.
Hon var verksam som lärare vid Princeton University 1976-2004 och efterträdde Judith Rodin 2004 som president för University of Pennsylvania. Därmed blev hon den första kvinnliga presidenten för ett Ivy League-universitet som efterträdde en annan kvinna.

## Bidrag till statsvetenskapen
Gutmann har, tillsammans med Dennis Thompson, skrivit Democracy and Disagreement (1996) och Why Deliberative Democracy? (2004).